# 236 a.C.
Il 236 a.C. (CCXXXVI a.C. in numeri romani) è un anno  del III secolo a.C.

## Eventi
- Eratostene viene nominato da Tolomeo III Evergete come uno dei capi e terzo bibliotecario della biblioteca di Alessandria.
- Amilcare Barca di Cartagine inizia una spedizione militare in Spagna.

## Nati
- Scipione Africano, statista e condottiero romano.

## Morti
- Li Mu, generale cinese
- Quinto Lutazio Cercone, romano